# Sarah Vowell
Sarah Jane Vowell (Muskogee, Oklahoma; 27 de diciembre de 1969) es una periodista y autora estadounidense. Es más conocida por ser la conductura del programa de radio The American Life y por su rol de voz como Violeta Parr en la película animada Los increíbles y su secuela, Los Increíbles 2.

## Biografía
Vowell asistió al Art Institute of Chicago recibiendo el título de magíster. Siendo una observadora social, Vowell ha hecho apariciones públicas en Ámsterdam, Seattle, Aspen, y ha hecho apariciones en shows televisivos como Nightline y The Daily Show.
Vowell es parte Cherokee (1/8 de parte de su madre y 1/16 de parte de su padre) y reconstruyó el camino que siguió este pueblo en el sendero de Lágrimas.

## Filmografía

### Cine
| Año  | Título           | Rol         | Director  | Notas |
| ---- | ---------------- | ----------- | --------- | ----- |
| 2004 | Los Increíbles   | Violet Parr | Brad Bird |       |
| 2018 | Los Increíbles 2 | Violet Parr | Brad Bird |       |